# Saint-Jean-du-Gard
Saint-Jean-du-Gard (okcitansko Sant Joan del Gard) je naselje in občina v južnem francoskem departmaju Gard regije Languedoc-Roussillon. Naselje je leta 2008 imelo 2.840 prebivalcev.

## Geografija
Kraj leži v pokrajini Languedoc ob reki Gardon de Saint Jean znotraj narodnega parka Seveni, 26 km zahodno od Alèsa.

## Uprava
Saint-Jean-du-Gard je sedež istoimenskega kantona, v katerega sta poleg njegove vključeni še občini Corbès in Mialet s 3.555 prebivalci.
Kanton Saint-Jean-du-Gard je sestavni del okrožja Alès.

## Zgodovina
Nasebina se prvikrat omenja v papeški buli iz 12. stoletja pod imenom San Johannis de Gardonnenca cum villa.

## Zanimivosti
- urni stolp iz 12. stoletja, francoski zgodovinski spomenik,
- stari kamniti most na reki Gardon iz 18. stoletja, zgodovinski spomenik,
- renesančni dvorec Château de Saint-Jean-du-Gard, prvotno grad iz 13, stoletja, prenovljen v 16., povečan v 17. stoletju,
- muzej Sevenskih dolin z zbirkami, posvečenimi tradicionalnemu, socialnemu in gospodarskemu življenju Sevenov,
- parni vlak Train à vapeur des Cévennes,
- ostanki galskega opiduma na hribu Sueilhes.

## Osebnosti
- Jean de Saint-Bonnet de Toiras (1585-1636), maršal Francije;

## Pobratena mesta
- Chaumont-Gistoux (Valonija, Belgija);